# La Leçon du gouffre
Pour plus de détails, voir Fiche technique et Distribution.
La Leçon du gouffre est un film français muet de court métrage réalisé par Ferdinand Zecca et René Leprince, sorti en 1913.

## Fiche technique
- Titre : La Leçon du gouffre
- Réalisation : Ferdinand Zecca et René Leprince
- Scénario : Louis Z. Rollini
- Production : Pathé Frères
- Pays d'origine : France
- Format : Noir et blanc — 35 mm — 1,33:1  — film muet
- Métrage : 1 195 m
- Genre : Film dramatique
- Durée :
- Dates de sortie :
  -  France : 26 septembre 1913

## Distribution
- René Alexandre : Robert Dharmon, un jeune homme riche, amoureux d'Eddie, qui cède un temps aux avances de l'intrigante Gabrielle
- Gabrielle Robinne : Gabrielle de Lanssay, la fille d'une noble ruinée qui tente de séduire Robert puis le banquier Rochefort
- Gabriel Signoret : la banquier Rochefort, le père veuf et très riche d'Eddie, la fiancée de Robert
- Jeanne Grumbach : Anne Guénic, la tante de Robert, qui souffre d'une maladie nerveuse
- Aimée Tessandier : Mme de Lanssay, une noble ruinée, la mère intrigante de Gabrielle